# Viper Spank
Viper Spank is een album van de Finse band Apulanta. In tegenstelling tot de meeste albums van de band is deze cd geheel Engelstalig. Het album is uitgebracht in 2003. Op het album staan de volgende nummers:
1. Disko
2. Days
3. Waiting For The Cavalry
4. Blind Eye
5. Fallout
6. Dishonesty
7. Spank Me
8. Drown
9. The Witch-Hunter
10. Ten

Alle nummers hebben de melodie van een van de Finstalige nummers, maar ze zijn geen vertaling.